# Iryna Łucenko
Iryna Stepaniwna Łucenko, ukr. Ірина Степанівна Луценко (ur. 7 lutego 1966 w Dubnie) – ukraińska inżynier i polityk, deputowana do Rady Najwyższej Ukrainy. Żona Jurija Łucenki.

## Życiorys
W 1988 ukończyła studia w Lwowskim Instytucie Politechnicznym. Pracowała początkowo jako inżynier programista, następnie w administracji publicznej, w tym w Komitecie Antymonopolowym Ukrainy. Od 2005 związana zawodowo z sektorem prywatnym.
Przed wyborami parlamentarnymi w 2012 została wpisana na 18. miejsce listy krajowej zrzeszającej środowiska opozycyjne skupione wokół Batkiwszczyny. Jej mąż w tym okresie był osadzony w zakładzie karnym i pozbawiony możliwości kandydowania. Iryna Łucenko uzyskała mandat posłanki VII kadencji, który wykonywała do 2014. W 2014 bez powodzenia ubiegała się o reelekcję z ramienia Bloku Petra Poroszenki kierowanego przez jej męża. Powróciła do Rady Najwyższej w 2015, obejmując jedno ze zwolnionych miejsc w parlamencie. Utrzymała mandat poselski również w 2019, jednak zrezygnowała z niego jeszcze w tym samym roku